# Israelnilstjärnen
Israelnilstjärnen är en sjö i Lycksele kommun i Lappland och ingår i Umeälvens huvudavrinningsområde. Sjön har en area på 0,062 kvadratkilometer och ligger 329,2 meter över havet.

## Delavrinningsområde
Israelnilstjärnen ingår i det delavrinningsområde (720356-160357) som SMHI kallar för Rinner till Blåviken. Medelhöjden är 307 meter över havet och ytan är 28,71 kvadratkilometer. Det finns inga avrinningsområden uppströms utan avrinningsområdet är högsta punkten. Hattnijaurbäcken som avvattnar avrinningsområdet har biflödesordning 2, vilket innebär att vattnet flödar genom totalt 2 vattendrag innan det når havet efter 192 kilometer. Avrinningsområdet består mestadels av skog (88 procent). Avrinningsområdet har 0,93 kvadratkilometer vattenytor vilket ger det en sjöprocent på 3,2 procent.